# Discurso indicativo
El discurso indicativo es un tipo de discurso asertórico, es decir, mediante él se pretende dar a conocer la verdad contenida en un enunciado o argumento. Aunque lo propio de éste es dar a conocer la verdad, mediante él también se puede manifestar la mentira. Cuando se habla indicativamente pero sin decir verdad alguna, se está ante una función fabuladora del lenguaje, como en un relato ficticio.
- Datos: Q5808355